# Complejo de monumentos de Huế
El Complejo de monumentos de Huế (en vietnamita: Quần thể di tích cố đô Huế) es un complejo de construcciones declarado Patrimonio de la Humanidad por la UNESCO situado en la ciudad de Huế, en el centro de Vietnam. Establecida como capital del recién unificado Vietnam en 1802 bajo el reinado del emperador Gia Long, Hué desempeñó un papel vital como centro político, cultural y religioso del imperio.
El complejo consta de la Ciudad imperial de Huế y la Ciudad Púrpura Prohibida de Hue, así como monumentos asociados fuera de la ciudad, incluyendo las tumbas de los emperadores Gia Long, Minh Mạng, Thiệu Trị, Tự Đức, Dục Đức, Đồng Khánh y Khải Định, y una serie de templos, pagodas y otros lugares espirituales.
Las estructuras del Complejo de monumentos Huế están cuidadosamente situadas en el entorno natural del lugar y alineadas con el concepto de feng shui y la teoría de los cinco elementos, que incluyen los cinco puntos cardinales (centro, oeste, este, norte, sur), los cinco elementos (tierra, metal, madera, agua, fuego) y los cinco colores (amarillo, blanco, azul, negro, rojo).
La arquitectura del Complejo de monumentos Huế se basa en el Norte y el Sur en compás, que tienen tres rondas: la exterior es la muralla, la del medio es la ciudadela imperial, y el palacio imperial está en el centro. La composición geográfica natural de un par de río y montaña es una característica regional significativa del sitio desde el norte hasta el sur de Vietnam. La arquitectura real de Huế es una mezcla de estilos tradicionales de antiguas dinastías vietnamitas, la quintaesencia del bellas artes chinas, los elementos seleccionados con base en la conciencia nacional y algunas occidentalizaciones aportadas por arquitectos franceses que trabajaban para el emperador Gia Long.